# Parc national de Láhko

Le parc national de Láhko (norvégien : Láhko nasjonalpark) est un parc national situé dans les municipalités de Gildeskål, Meløy et Beiarn dans le Nordland, en Norvège. Le parc contient des formations géologiques uniques, comprenant la plus grande zone de karst et de grottes de Norvège. Des plantes rares se trouvent également à l'intérieur du parc. Le parc a été créé en décembre 2012 et couvre une superficie de 188 km2.

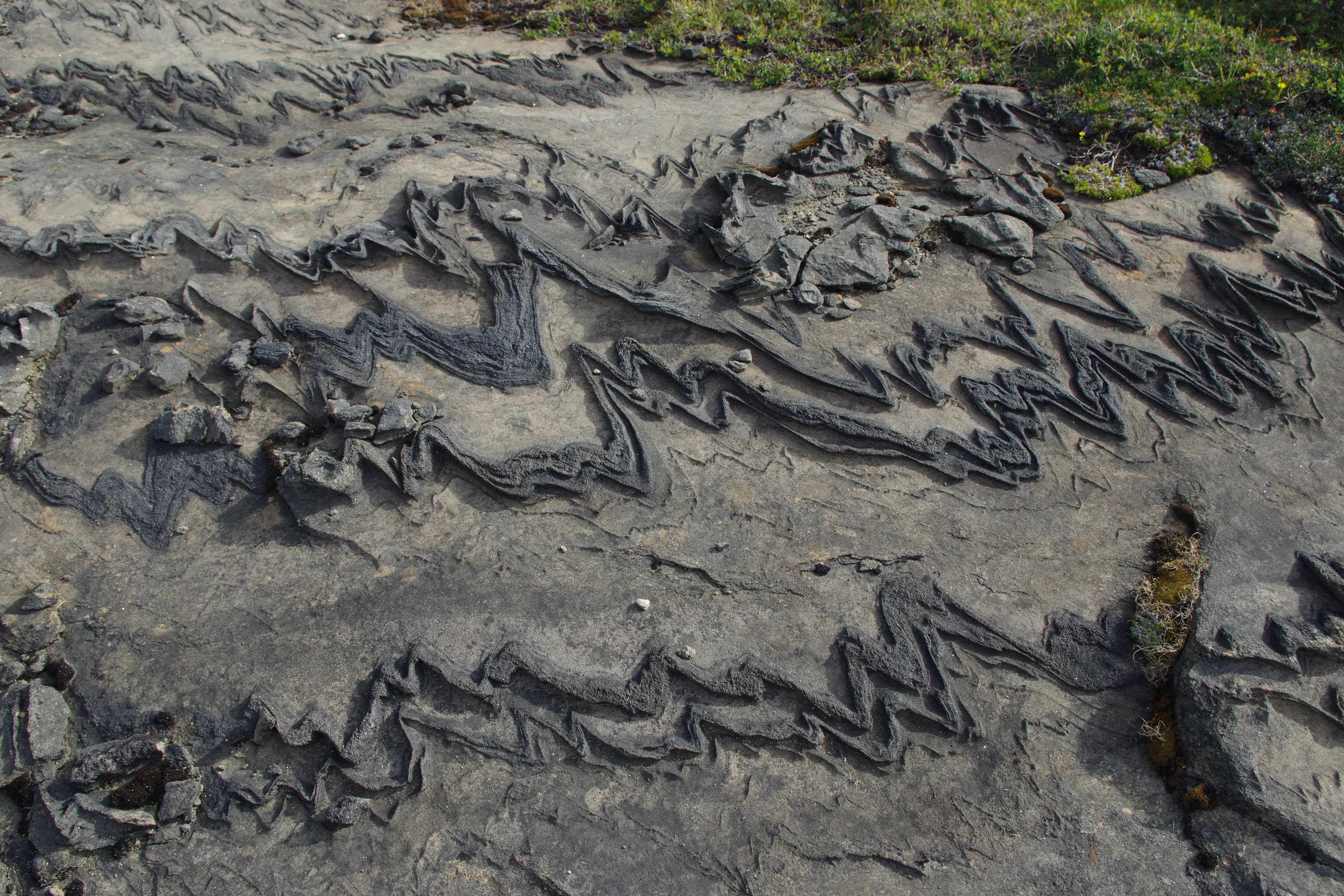